# Sporoschisma phaeocentron
Sporoschisma phaeocentron är en svampart som beskrevs av W.H. Ho, K.D. Hyde & Goh 1997. Sporoschisma phaeocentron ingår i släktet Sporoschisma och familjen Chaetosphaeriaceae.   Inga underarter finns listade i Catalogue of Life.